# Brouwersgracht (Amsterdam)

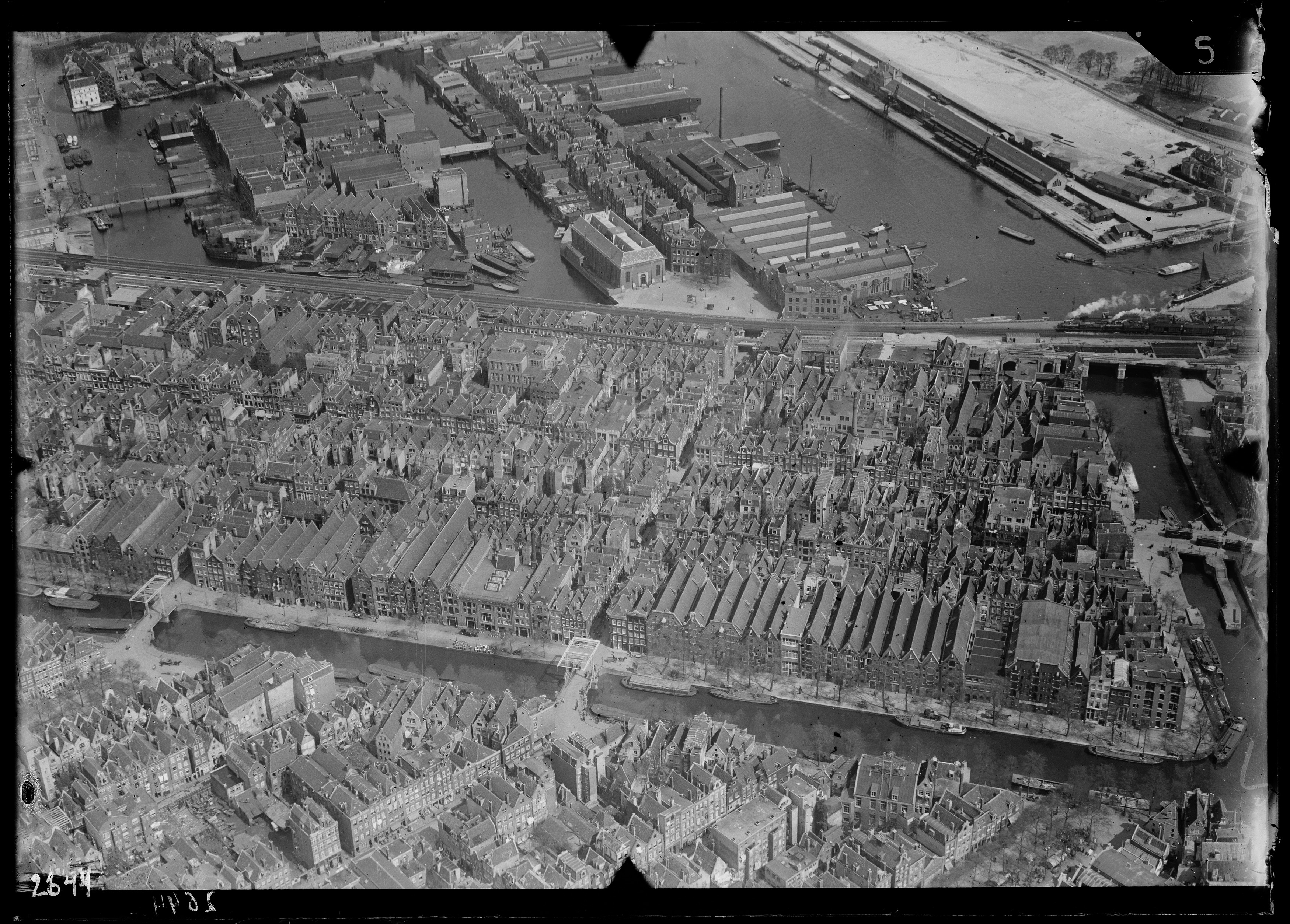
Luchtfoto van de Brouwersgracht en omgeving. Op de voorgrond de Brouwersgracht, er achter de Haarlemmerbuurt, met op achtergrond links het Prinseneiland en rechts het Bickerseiland; circa 1930. Luchtvaartafdeeling, 1920-1940.

De Brouwersgracht is een Amsterdamse gracht die het Singel met de Singelgracht verbindt. De gracht markeert de noordwestelijke grens van de grachtengordel. Tussen de Prinsengracht en de Singelgracht vormt de Brouwersgracht de noordelijke grens van de Jordaan.
De (huis)nummering van de Lijnbaansgracht, de Prinsengracht, de  Keizersgracht, de  Herengracht en het Singel begint te tellen vanaf de Brouwersgracht. Tussen de Brouwersgracht nr. 62 en nr. 68, bij het West-Indisch Huis, ligt de Herenmarkt.
In 2007 werd de Brouwersgracht door lezers van Het Parool uit 150 nominaties verkozen tot de mooiste straat van Amsterdam.

## Geschiedenis
Vanaf 1612 werd vanaf de Brouwersgracht de grachtengordel in zuidelijke richting gegraven.
De gracht dankt sinds 1594 zijn naam aan de vele bierbrouwerijen die in de zestiende en zeventiende eeuw in deze buurt waren te vinden.
Vanaf 1782 zit aan de Brouwersgracht bij de Driehoekstraat de laatste Amsterdamse distilleerderij van jenever en likeuren: De Ooievaar. De meeste pakhuizen, gebouwd voor de opslag van goederen, zijn omgebouwd tot woonhuizen.
In het pand op nr. 276 was vroeger de Dienst van het IJkwezen gevestigd; tegenwoordig zit er het Mondriaanfonds.

## Bebouwing
- Aan het begin van de gracht, op nr. 11, ligt een van de oudste coffeeshops van Amsterdam: Siberië.
- Gemeentelijke monumenten zijn de "stokvispanden" van de Fa. A. Smit & Zn. op 158 - 162. Albert Smit, stokvishandelaar sinds 1821, kocht nr. 162 in 1888 en kreeg vergunning om er de nrs. 158 en 160 naast te bouwen in resp. 1891 en 1895. De opdracht ging naar F.M.J. Caron. De pakhuizen kregen de namen van de Noorse havensteden Bergen, Tromsö en Hammerfest. In 1970 vertrok het bedrijf naar Weesp; in de panden zijn appartementen gebouwd.
- Bekende voorbeelden van functionele pakhuizen met hun grote luiken zijn b.v. Brouwersgracht 196-188 met 'De Appel', de 'Grouwe Valk', de 'Groene Valk', 'de David' en 'Koning David' en de pakhuizen 'Spitsbergen' op nr. 204, 'Het kleine groene Hert' op 206, 'Het 5e groene Hert' op 208 en 'Het grote groene Hert' op nr. 210, De Eendracht, nr. 177; De Liefde, nr. 199; De Vijfhoek, nr. 200, De Vierhoek, nr. 205, De Driehoek, nr. 207, Huis d'Popta,

nr. 213; 
- Het 'Geloof' op Brouwersgracht 218, op de hoek van de Binnen Oranjestraat, is een voorbeeld van het kleine type Vingboons-halsgevel (miniatuur-Vingboons). Het werd gebouwd in 1650. De halsgevel met de tot in de hals doorlopende dorische pilasters is in de stijl van het Hollands classicisme. Op de pilasters staat een driehoekig fronton. De gevel heeft drie 'osse-ogen': gebeeldhouwde ronde zolderlichten.
- Oorspronkelijk vormden Brouwersgracht 218, 220 en 222 de 'drieling', 'Geloof', 'Hoop' en 'Liefde'. Alleen het 'Geloof' bestaat nog. (Brouwersgracht 220 kreeg in de 18de eeuw een klokgevel, Brouwersgracht 222 werd gesloopt.)
- Tussen Brouwersgracht 130 en 134 gaf de smalle gang op nr. 132 toegang tot de inpandig gelegen oud-katholieke schuilkerk Joh. en Willibrordus.
- Het rijksmonument Brouwergracht 887-925 heeft haar deur aan de Brouwersgracht, maar staat op de voormalige plaats van Lijnbaansgracht 1-6.

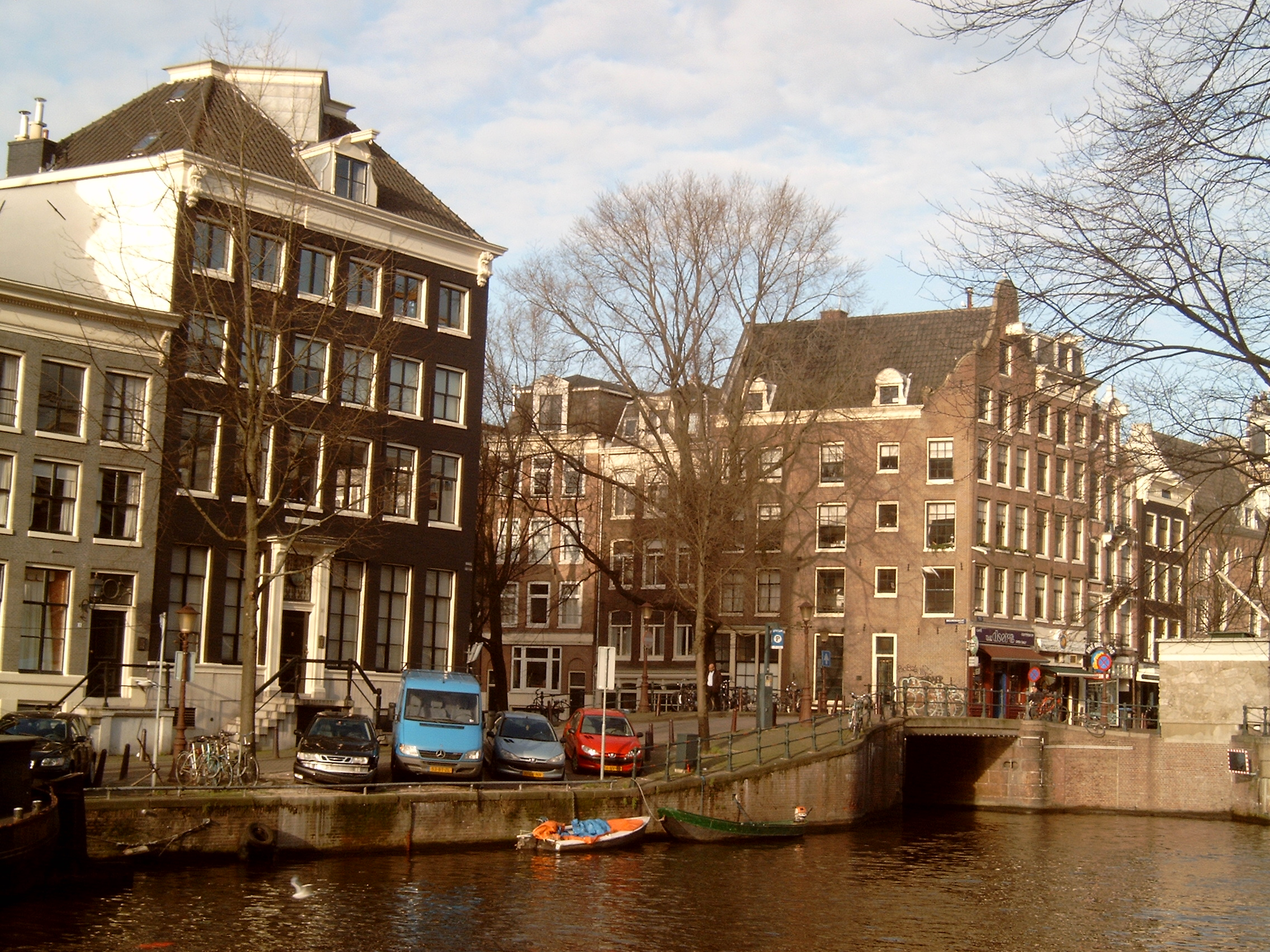
Het Singel bij de Brouwersgracht, Brug nr. 15.
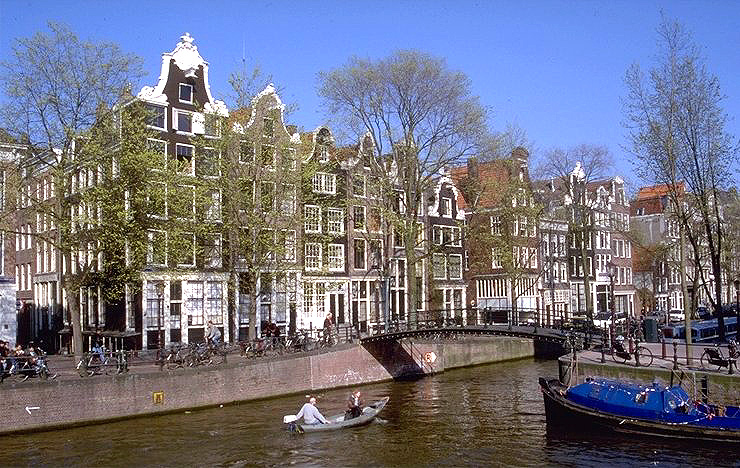
Brouwersgracht ter hoogte van de Herengracht met de 'Melkmeisjesbrug'.
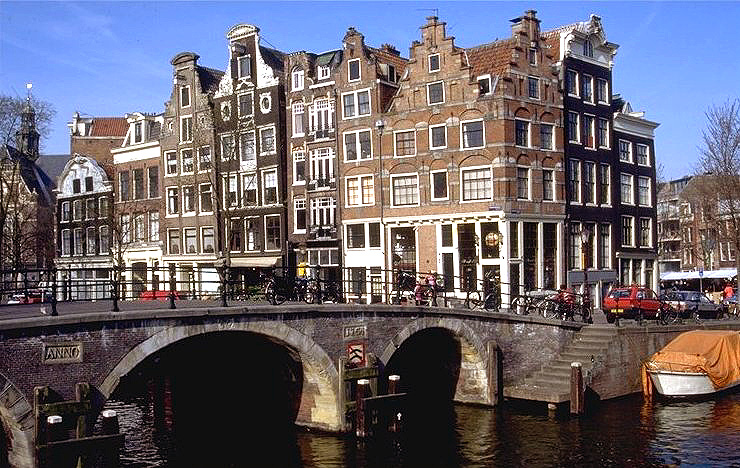
Hoek Prinsengracht / Brouwersgracht met de 'Lekkeresluis'.

## Bruggen
Over de Brouwersgracht liggen:
- brug 15, aan het Singel.
- de Melkmeisjesbrug, (voetgangersbrug) brug 16, tussen de Binnen Wieringerstraat en de Herengracht.
- de West-Indische huisbrug, brug 17, tussen de Herenmarkt en de Herengracht.
- brug nr. 56, tussen de Binnen Brouwersstraat en de Keizersgracht.
- de Papiermolensluis, brug 57, tussen de Korte Prinsengracht en de Prinsengracht.
- de Oranjebrug, (ijzeren ophaal)brug 146, tussen de Binnen Oranjestraat en de Willemsstraat.
- de Dommersbrug, (ijzeren ophaal) brug 148, tussen de Binnen Dommersstraat en de Palmgracht.
- de Bullebakbrug, brug nr. 149, hoek Marnixstraat.

- Aan de Brouwersgracht over de Keizersgracht ligt brug nr. 55; de Pastoorsbrug.
- Aan de Brouwersgracht over de Prinsengracht ligt brug nr. 59; de Lekkeresluis.

## Bekende bewoners
- Isaak de Graaf (1668-1743, cartograaf)
- Angenis Hooft (1678-1734, filantroop)
- Caspar Philips (1732-1789, plaatsnijder)
- Siep van den Berg (1913-1998, kunstschilder)
- Simon Vinkenoog (1928-2009, dichter en schrijver)
- Seth Gaaikema (1939-2014, cabaretier)
- Jan Brokken (1949), schrijver
- Heini Otto (1954-, voetballer)
- Thomas Acda (1967-, muzikant en acteur)
- Waldemar Torenstra (1974-, acteur)
- Sophie Hilbrand (1975-, presentatrice)
- Katja Schuurman (1975-, actrice)
- Jonas Castelijns (1974-1988, hoogleraar radiologie)